# Batalla de Salamina
La batalla de Salamina (grec antic: Ναυμαχία τῆς Σαλαμῖνος, Naumakhia tes Salaminos) va ser una batalla naval entre les polis gregues i l'Imperi Persa que va tenir lloc el 480 aC als estrets entre el Pireu i l'Illa de Salamina, a prop d'Atenes. La victòria grega va suposar un punt d'inflexió a la Segona Guerra Mèdica que acabaria amb l'eventual derrota persa. El rei Xerxes va contemplar des de la costa com tota la seva flota era destruïda.

## Antecedents
Tres dies després de la indecisiva batalla naval a Artemísion, l'agost del 480 aC, la flota grega va rebre notícies del desenllaç de la batalla de les Termòpiles. Amb els perses avançant cap a Atenes, la flota es va afanyar a dirigir-se a Salamis per ajudar a evacuar-hi els atenencs. Mentrestant, Temístocles va deixar inscripcions en totes les fonts d'aigua de la ruta dirigides a les tripulacions jòniques de la flota persa, que deien:
| « | Homes de Jònia, no ataqueu amb justícia atacant els vostres avantpassats i esclavitzant Grècia. Millor que ens feu costat; i, si això no us és possible, si més no, d'ara endavant manteniu-vos neutrals pel que fa a nosaltres i, de passada, demaneu als caris que facin el mateix que vosaltres. Ara bé, si no podeu fer ni una cosa ni una altra, perquè la força que us subjuga és massa gran per poder desertar, en la pràctica, quan entaulem combat, mostreu-vos deliberadament reticents, tot recordant que descendiu de nosaltres i que l'origen del nostre enfrontament amb els bàrbars heu estat vosaltres. | » |
| — | |   |

L'exèrcit persa va saquejar i incendiar Platea i Tèspies a Beòcia, que van renunciar a rendir-se, i posteriorment va fer el mateix amb Atenes. Hi havia desacords en el bàndol grec: els espartans volien tornar al Peloponès i fortificar l'Istme de Corint, però el comandant atenenc Temístocles els va convèncer de quedar-se a Salamina.
L'argumentació de Temístocles era que mentre els perses poguessin abastir el seu exèrcit per mar, el mur a l'istme seria inútil. També es va servir d'una interpretació interessada de l'oracle de Delfos segons la qual els grecs només podrien ser salvats per un "mur de fusta". Temístocles va equiparar la flota de vaixells amb el «mur de fusta», que els havien de defensar a l'illa de Salamina.
Alguns atenencs que van interpretar la profecia literalment, i en comptes de fugir a Salamina van atrinxerar-se rere una barricada de fusta que van construir a l'accés a l'acròpolis. Amb l'arribada dels perses la barricada va ser enderrocada, tots els resistents van morir i l'acròpolis va ser incendiada.

## Forces gregues

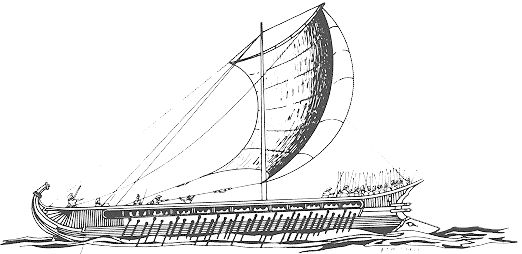
Trirrem grec

D'acord amb Heròdot, els grecs disposaven de 378 naus de guerra. El detall que ofereix sobre la procedència de les naus per polis (que tan sols suma 366) és el següent: 180 d'Atenes, 40 de Corint, 30 d'Egina, 20 de Calcis, 20 de Mègara, 1 d'Esparta, 15 de Sició, 10 d'Epidaure, 7 d'Erètria, 7 d'Ambràcia, 5 de Trezè, 4 de Naxos, 3 de Lèucada, 3 d'Hermíona, 2 d'Estira, 2 de Citnos, 2 de Ceos, 2 de Melos, 1 de Sifnos, 1 de Sèrifos i 1 de Crotona.
Altres font ofereixen comptes menys elevats. Segons Èsquil la flota grega constava de 310 trirrems, i Ctèsies xifra els trirrems atenencs en 110 en comptes dels 180 d'Heròdot.
La flota grega estava liderada per Temístocles, encara que nominalment el comandament era de l'espartà Euribíades. Els espartans, tot i que contribuïen amb poques naus i el seu poder naval era reduït, eren considerats els líders naturals en qualsevol operació militar conjunta grega, i sempre exigien que un general espartà tingués el comandament en tals ocasions.
Hi va haver tenses discussions entre Euribíades i Temístocles sobre el lloc on els grecs havien de presentar batalla. L'espartà volia que la lluita tingués lloc més a prop de Corint, per poder retirar-se a terra ferma en cas de desfeta. Temístocles opinava que encara que en una batalla terrestre els grecs poguessin tenir més opcions, a llarg termini les victòries serien infructíferes si Xerxes podia seguir aprovisionant el seu exèrcit per mar. Els ànims es van escalfar tant que en un moment de la discussió Euribíades va alçar la seva vara amenaçant Temístocles. Temístocles va respondre amb calma 'colpeja'm, però escolta el que et dic' (en grec, πάταξον μεν, άκουσον δε).
Per assegurar-se que no s'imposés la inexperiència naval d'Euribíades, Temístocles va enviar un esclau anomenat Sicinnos al camp enemic fent-se passar per un informador. Sicinnos va fer creure al rei persa que els grecs estaven tan enfrontats per l'emplaçament de la batalla que molts, en cas d'un atac persa, fugirien.

## Forces perses
La flota persa, numèricament molt superior, consistia d'acord amb estimacions modernes en unes 650-800 naus. Tot i que la flota invasora original superava les 1.200 naus, moltes s'havien perdut en tempestes al mar Egeu i a l'Artemísion.
Els perses estaven tan convençuts de la seva victòria que el seu rei Xerxes va fer construir un tron a la falda del mont Aegaleu per poder contemplar la batalla des d'una posició privilegiada.
Xerxes es va creure Sicinnos i va decidir atacar immediatament. Va enviar el seu esquadró egipci a bloquejar la sortida occidental de l'estret, per impedir que cap nau grega s'escapés. Artemísia, reina d'Halicarnàs i aliada dels perses, va intentar convèncer el Rei de Reis que esperés que els grecs acabessin les provisions i es rendissin, però Xerxes i el seu principal conseller Mardoni eren partidaris de l'atac.
Durant la nit, les naus perses van acostar-se cap a Salamina, pendents d'impedir que no fugís cap trirrem grec. A trenc d'alba van arribar a les posicions gregues i van poder comprovar que totes les naus seguien al seu lloc.

## Desenvolupament tàctic
Al matí, esgotats de buscar naus gregues durant tota la nit, els perses es van trobar els grecs cara a cara.
La formació persa tenia la poderosa flota fenícia al flanc dret, la flota jònica al flanc esquerre, i naus de Xipre i Cilícia al centre. Els grecs estaven disposats amb els atenencs a l'esquerra (aparellats amb els fenicis), els espartans, megarians i egenians a la dreta (la posició d'honor) i la resta al centre.
La flota grega va començar remant cap als perses, però quan semblava evident que l'encontre es produiria al centre de l'estret on els perses podien maniobrar i servir-se del seu avantatge numèric, van aturar-se i van començar a tirar enrere. Segons Plutarc, la intenció no era tan sols obtenir una posició més favorable sinó també guanyar temps a l'espera del vent del matí. Els grecs es van retirar fins a una posició que quedava coberta per l'illot de Sant Jordi a l'esquerra i per la península de Quinosoura a la dreta.
Aleshores va començar a bufar el vent del matí, que afectava més els alts vaixells fenicis que els trirrems. Les naus gregues, més petites i maniobrables, es movien entre els grans vaixells perses que s'entorpien i col·lidien entre ells. El moviment de les ones feia que els arquers de les naus fenícies fallessin els trets, donant avantatge als hoplites que lluitaven cos a cos. Finalment, els trirrems grecs havien estat equipats amb un embolon, que consistia en un llarg ariet de bronze enganxat a la proa al nivell de l'aigua, que permetia d'envestir i enfonsar els vaixells enemics.
La batalla va durar entre set i vuit hores. Al final més de 200 naus perses havien estat enfonsades. La guàrdia d'elit persa dels Immortals va haver de desembarcar a Psitalia quan els seus vaixells s'enfonsaren, on van ser morts fins a l'últim home. Segons Heròdot, els perses van patir moltes més baixes que els grecs en gran part perquè la majoria dels perses no sabien nedar. Entre les baixes perses hi havia el germà de Xerxes.
El rei Xerxes va contemplar la desfeta des del seu tron daurat. Va remarcar que Artemísia era l'única dels generals que va demostrar empenta i valentia en envestir fins a nou trirrems atenencs, arribant a afirmar que «la meva general ha lluitat com un home, i els meus generals han lluitat com dones». Els perses que van perdre i van quedar vius van ser esclavitzats pels grecs.